# Dzsizó

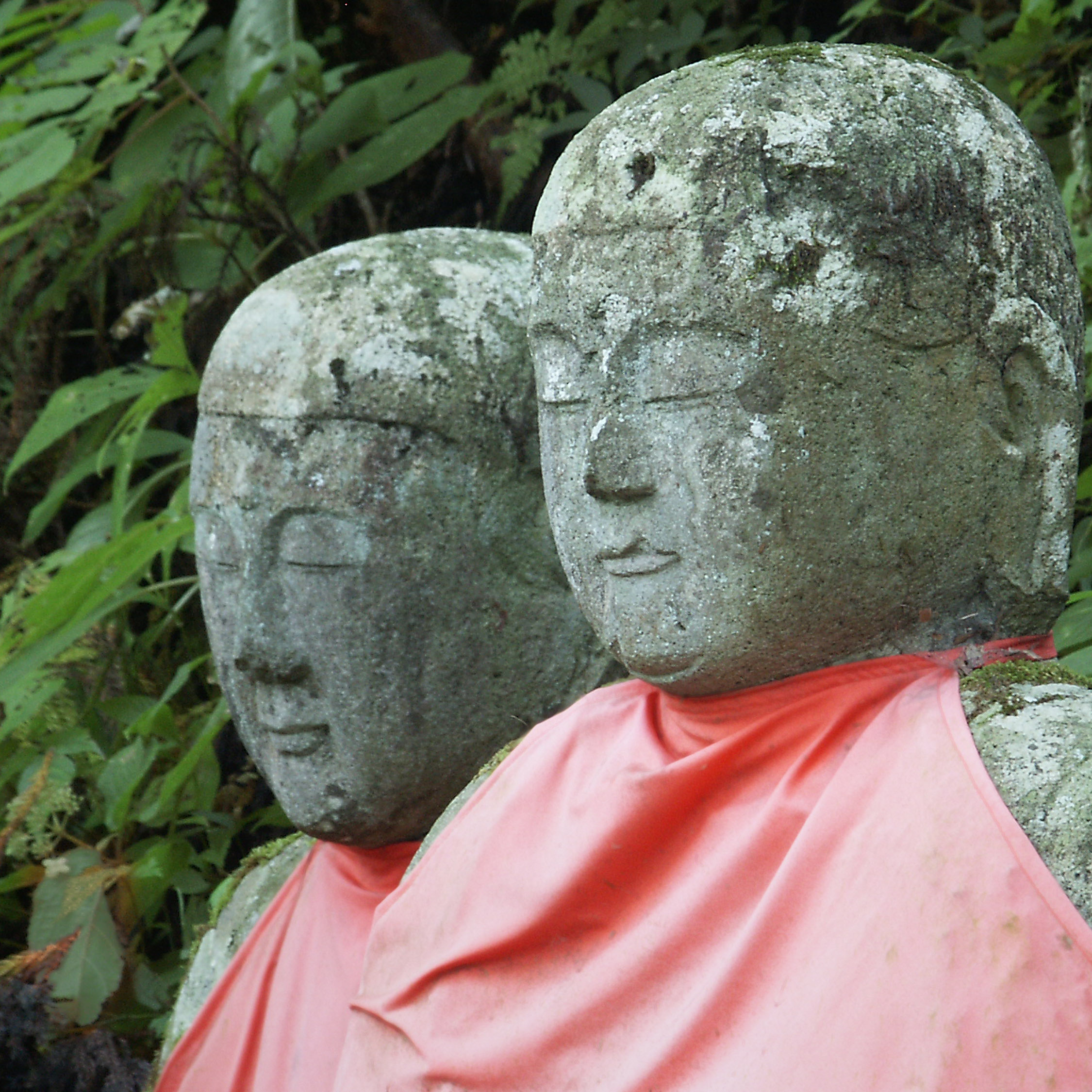

Dzsizó vagy Ksitigarbha (szanszkritul: क्षितिगर्भ / Kṣitigarbha, kínaiul: 地藏; pinjin: Ti-cang; japánul: 地蔵; Hepburn-átírással: Jizō) a kelet-ázsiai buddhizmus egyik fontos alakja, az egyik legnépszerűbb bódhiszattva Japánban, a gyerekek és nők pártfogója, akit leggyakrabban buddhista szerzetesként ábrázolnak. Szobrai mezőn, útfélen, templomkertben gyakran láthatók. Legelterjedtebb fajtájukat, a mizuko Dzsizókat („vízi gyerek Dzsizó”) könnyű felismerni a nyakukba kötött piros partedliről meg az eléjük halmozott kőkockákról, Dzsizó ugyanis jeges folyókon át vezeti a meghalt gyerekeket a paradicsomba, a kis ruhadarab az ő lelküket van hivatva melengetni, a kövek pedig az átgázolásban segítenek. A szobrocskákat többnyire halva született vagy abortált magzatok szülei adományozzák. Dzsizó egyik kezében rendszerint vándorbotot, másikban bűvös ékkövet tart. Nevének jelentése „a föld méhe”, s indiai eredetijéénél, Ksitigarbháénál Japánban sokkal fontosabb szerepet kapott: az úton járók és tűzoltók is védőistenükként tisztelik.